# Quenching

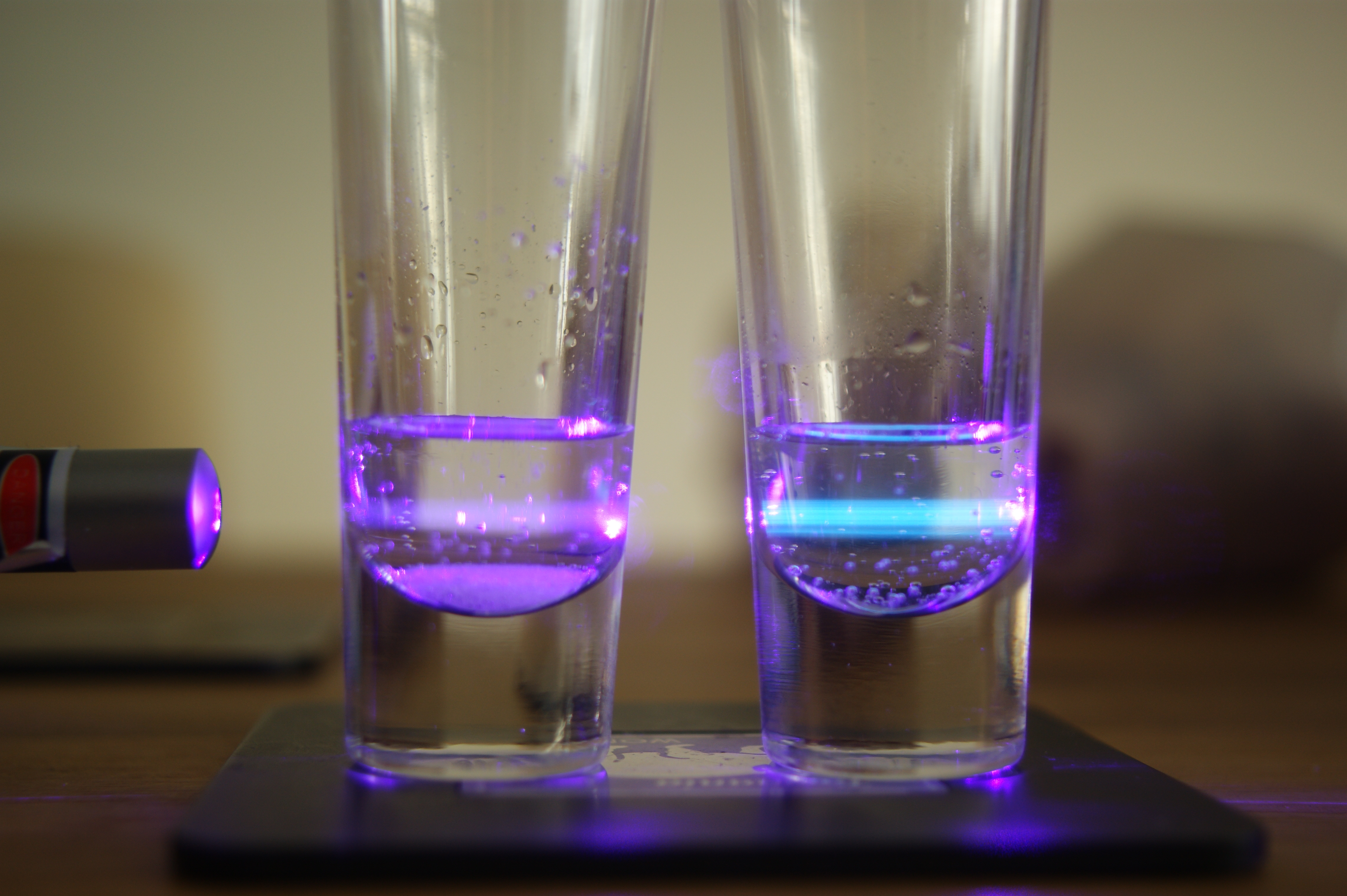
Démonstration du quenching : deux solutions de quinine sont soumises à un laser violet. L'échantillon de droite montre la fluorescence de la quinine, dans le bleu. Dans l'échantillon de gauche ont été ajoutés des ions chlorure : ils « éteignent » la fluorescence de la quinine.

En photochimie, le quenching (du terme anglais pour "extinction") regroupe l'ensemble des phénomènes qui contribuent à diminuer l'intensité de la fluorescence d'une substance donnée. De nombreux processus peuvent entrer en jeu, notamment des réactions de l'état excité, des transferts d'énergie, la formation de complexes, ou les collisions entre espèces. Par conséquent, le quenching est souvent très dépendant des conditions de température et de pression. Le dioxygène, les ions iodure ou l'acrylamide sont des agents de quenching (ou désactivateurs) courants. L'ion chlorure est un désactivateur connu de la fluorescence de la quinine,,.
Le quenching pose un problème dans les méthodes d'analyse spectroscopiques non-instantanée, comme la fluorescence induite par laser. En revanche, il est exploité constructivement dans certains capteurs, par exemple l'effet de quenching de l'oxygène sur certains complexes du ruthénium permet de mesurer la saturation en oxygène d'une solution.